# Ryan O'Shaughnessy
Ryan O'Shaughnessy (en irlandés: Rían Ó Seachnasaigh; Skerries, Dublin, Irlanda, 27 de septiembre de 1992) es un cantante, compositor, músico y actor irlandés originario de Skerries, al norte de Dublín, y conocido por su participación en el concurso musical The Voice of Ireland y Britain's Got Talent en el año 2012. Fue el representante de Irlanda en el Festival de la Canción de Eurovisión 2018, en Lisboa. Entre su discografía podemos destacar un EP lanzado en 2012 llamado Ryan O'Shaughnessy y un álbum de estudio publicado en 2016 bajo el nombre Back to Square One.
Ryan escribe sus propias canciones, además de tocar el piano y el saxofón.

## Festival de la Canción de Eurovisión 2018
Ryan representó a Irlanda en el Festival de Eurovisión del año 2018 con la canción «Together». La canción compuesta por el propio O'Shaughnessy, Mark Caplice y Laura Elizabeth Hughes, fue seleccionada de manera interna por parte de la cadena pública irlandesa, que lo anunció como representante el 31 de enero de 2018, la canción se presentó el 9 de marzo de 2018 junto con el videoclip.
Irlanda apostó por una puesta en escena siguiendo la idea ya planteada en el videoclip, acompañando al vocalista Ryan dos bailarines Alan McGrath y Kevin O’Dwyer, una pianista y dos coristas. En China la actuación fue censurada por el hecho de mostrar contenido LGBT.

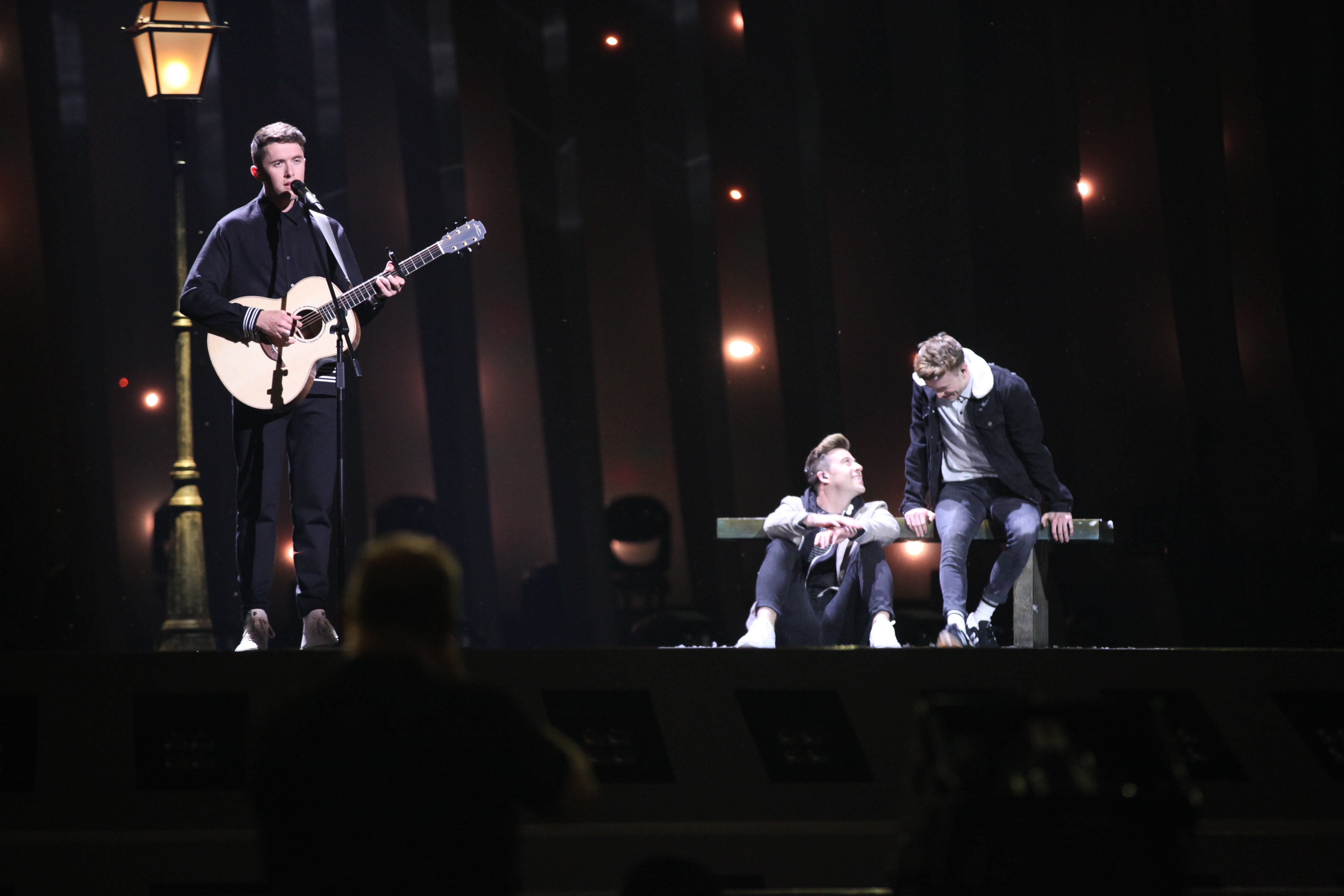
Actuación de Irlanda en la final de Eurovision 2018. Lisboa, 12 de mayo

El 8 de mayo durante la primera semifinal de Eurovisión, pese a estar de los últimos en las apuestas de pago, logró clasificarse en sexto lugar para la final, consiguiendo un logro que el país que no conseguía alcanzar a la final desde el año 2013. El 12 de mayo en la final, obtuvo un 16° puesto con 136 puntos.  
Curiosamente su tío Gary O'Shaughnessy fue el representnte de Irlanda en el año 2001 con la canción "Without Your Love".